# Thutob Namgyal

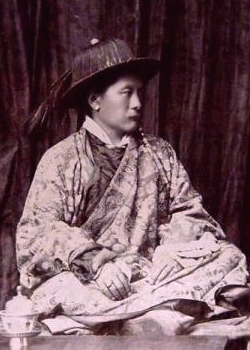
Thutob Namgyal

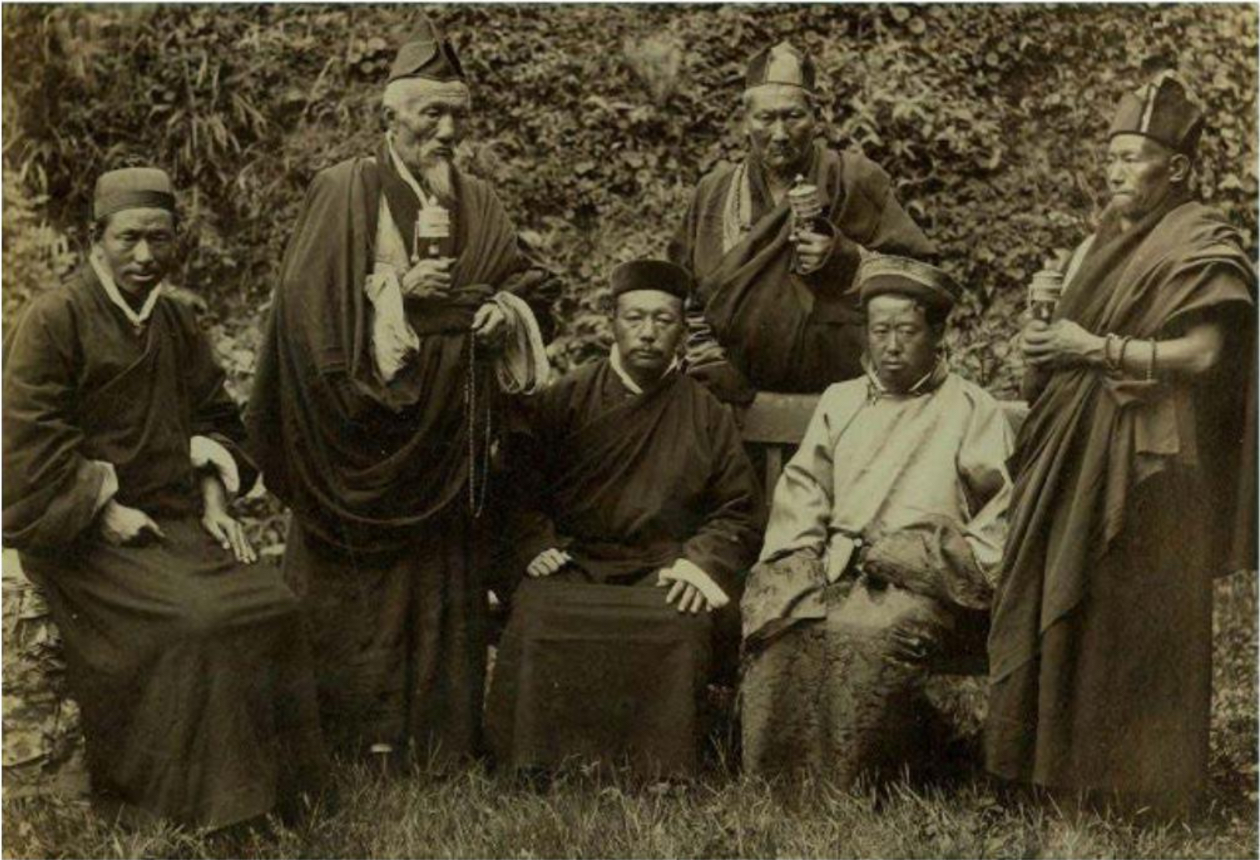
Thutob Namgyal (l.) in Darjeeling etwa 1900

Thutob Namgyal (sikkimesisch-tibetisch མཐུ་སྟོབས་རྣམ་རྒྱལ་; Wylie: mthu-stobs rnam-rgyal; * 1860; † 11. Februar 1914) war der regierende Chogyal (Monarch) von Sikkim zwischen 1874 und 1914. Thutob Namgyal war der Sohn von Tsugphud Namgyal (1785–1863). Seine Mutter war die Maharani Menchi.

## Regierungszeit
Thutob bestieg den Thron in Nachfolge seines Halbbruders Sidkeong Namgyal (1819–1874), der ohne Erben verstarb. Konflikte zwischen nepalesischen Siedlern und der angestammten Bevölkerung während seiner Regierungszeit führten zu direkten Interventionen der Briten, die damals de facto die Herren des Gebiets im Himalaya waren. Die Briten entschieden zu Gunsten der Nepalesen zum Verdruss des Chogyal, der sich daraufhin ins Chumbi-Tal (चुम्बी घाटी) zurückzog und sich mit den Tibetern verbündete.
Die Briten entsandten eine Militärexpedition (Sikkim Expedition, সিকিম অভিযান) und, nach einer Reihe von Scharmützeln zwischen den Tibetern und den Briten beim Pass Jelep La (རྫི་ལི་ལ), wurden die Tibeter zurückgedrängt und der Chogyal wurde unter die Aufsicht von John Claude White gestellt, der 1889 zum Political Officer ernannt wurde. 1894 verlegte Thutob die Hauptstadt von Tumlong an den heutigen Standort Gangtok. Er wurde 1911 von den Briten ausgezeichnet. Alex McKay berichtet:

„Der 9. Chogyal von Sikkim, Sir Thutob Namgyal, war zunehmend unterstützend für Modernisierungen. Nach seinem Tod 1914, folgte ihm Sidkeon Namgyal Tulku, der von den Briten für das Amt herangezogen worden war, aber er starb nach nur 10-monatiger Herrschaft. Sidkeong Tulkus jüngerer Halbbruder, Tashi Namgyal, der an St Paul’s [Darjeeling] und an Mayo College ausgebildet worden war, wurde dann Chogyal 1915, und herrschte über Sikkim bis zu seinem Tod 1963.“

Das Sir Thutob Namgyal Memorial Hospital (STNM) in Gangtok wurde 1917 zu seinen Ehren benannt.

## Familie
Thutob Namgyal war verheiratet mit Yeshay Dolma. Sie hatten die Kinder Sidkeong Tulku Namgyal, Tashi Namgyal und Mayeum Choying Wangmo Dorji.

## Titel
- 1860–1874: Prinz Thutob Namgyal.
- 1874–1911: His Highness Sri Panch Maharaja Thutob Namgyal, Maharaja Chogyal von Sikkim.
- 1911–1914: His Highness Sri Panch Maharaja Sir Thutob Namgyal, Maharaja Chogyal of Sikkim, Order of the Indian Empire (KCIE).

## Orden und Ehrenzeichen
British Empire
- Knight Commander des Order of the Indian Empire (KCIE), 12. Dezember 1911.
- Empress of India Gold Medal, 1. Januar 1877.
- Delhi Durbar Gold Medal, 1. Januar 1903.
- Delhi Durbar Gold Medal, 11. Dezember 1911.